# Drängsereds kyrka
Drängsereds kyrka, även Sofia Magdalena kyrka, är en kyrkobyggnad i Drängsered i Hylte kommun. Den tillhör sedan 2014  Torups församling (tidigare Drängsereds församling) i Göteborgs stift.

## Historia
Kyrkplatsen har sannolikt medeltida ursprung. I dagens kyrka ingår murar av en äldre stenkyrka. Den uppfördes 1780-1783 och invigdes 30 januari 1785, då den fick namn efter Sveriges dåvarande drottning Sophia Magdalena. Den tidigare kyrkan var helgad åt den norske helgonkonungen Olav den helige. Sankt Olofs kyrko- och offerkälla ligger strax intill. 

## Kyrkobyggnaden
Byggnadsmaterialet är sten med planen rektangulärt långhus med tresidigt kor i öster. Kyrkans högaltare är placerat mot en träskärm med bakomliggande sakristia. Ett vidbyggt vapenhus av sten finns i väster, vilket uppfördes 1916 då det ersatte ett tidigare vapenhus av trä från 1882. Ett trätorn är tillbyggt över långhusets västgavel. Ingång finns i väster via vapenhuset samt mitt på långhusets nordsida. Kyrkans exteriör är i huvudsak bevarad från byggnadstiden. Utförda förändringar harmonierar med de ursprungliga byggnadskropparna. De vitputsade murarna genombryts av stickbågiga fönsteröppningar. Långhusets västgavel, liksom gaveltornet, är brädfodrat och vitmålat. Långhuset har ett brutet tak, valmat över den tresidiga östmuren. Tornet kröns av huv och lanternin. Kyrkorummet har vitputsade väggar och reveterat tunnvalv av trä. 
Den nuvarande färgsättningen och fasta inredningen är framförallt resultat av en genomgripande in- och utvändig restaurering under ledning av Harald Wadsjö 1937. Sidpartierna av kyrkans innertak dekorerades 1953 av konstnären Erik Stenholm.

## Inventarier

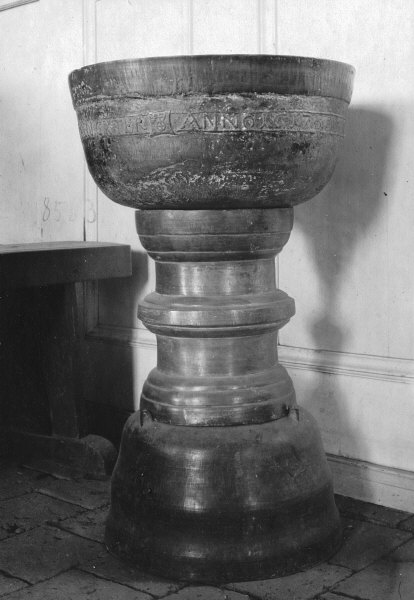
Dopfunten

- Några av bänkgavlarna i Drängsereds kyrka är från vår danska tid och inskriptionerna är således på danska.Dopfunten av malm är från 1617.

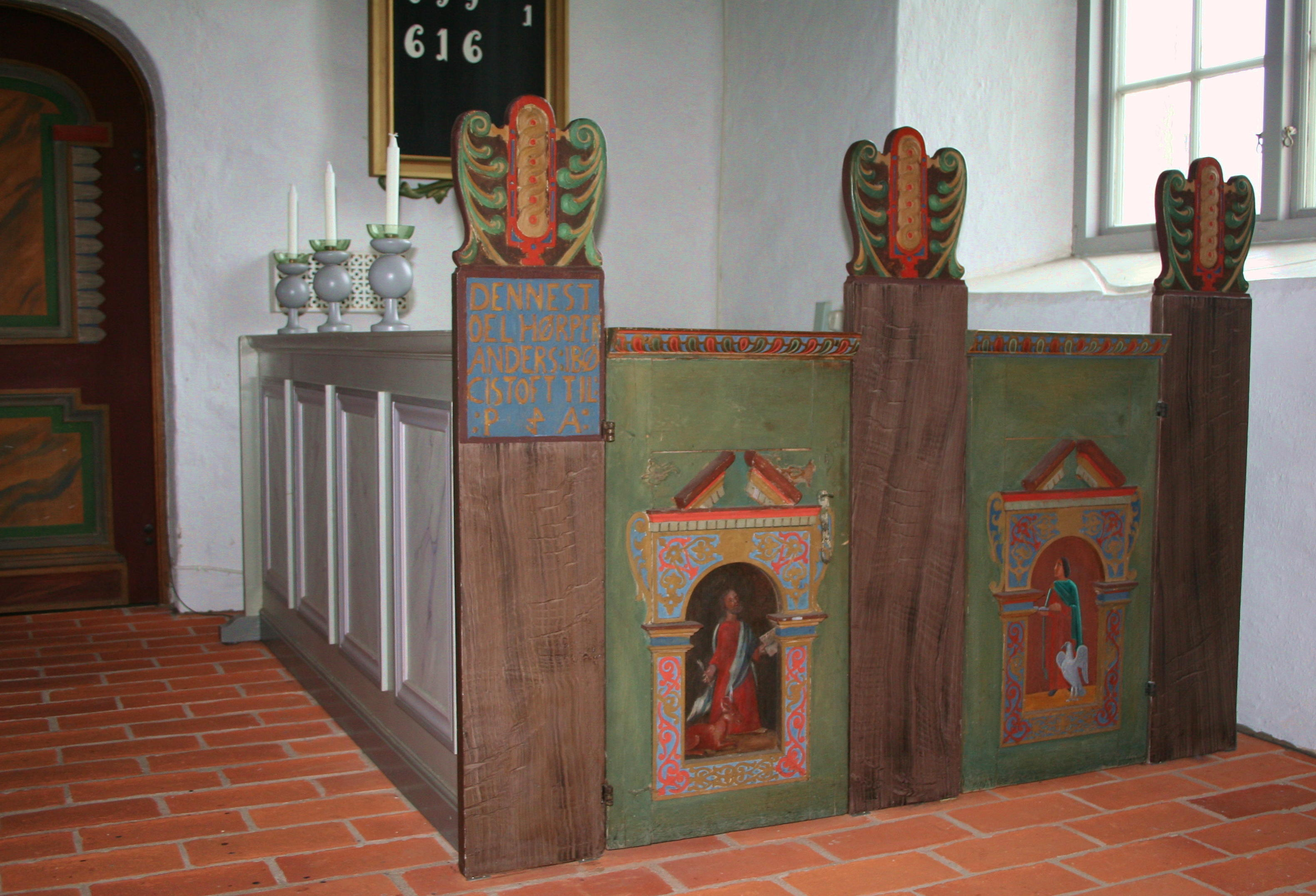
Några av bänkgavlarna i Drängsereds kyrka är från vår danska tid och inskriptionerna är således på danska.

- Predikstolen är från 1628 och bär text på danska.
- Nuvarande altaruppsats från 1937 komponerades av arkitekt Harald Wadsjö. Tillhörande altartavla målades av Einar Forseth.
- I korets båda sidor står bänkar med skulpterade och målade bänkgavlar från 1628.
- Kyrkans förmodligen äldsta klenod är en Mikaelskulptur från 1500-talet, som står vid uppgången till predikstolen.
- Det finns ett kyrkosigill med Sankt Olofs attribut, en yxa. Ett Sankt Olofs-sigill.
- Kyrkklockorna är från 1794.

### Orgel
- 1799 såldes ett ryggpositiv till kyrkan. 1800 sattes Sankt Petris ryggpositiv upp i kyrkan. Ryggpositivet var tillbyggt på orgeln i kyrkan 1597 av Hans Orgemager, Köpenhamn. Huvudverket och pedalverket från orgel i Sankt Petri kyrka, Malmö såldes till Genarps kyrka. Varifrån det flyttades 1937 till Malmö museum.
- 1867 byggde Johan Magnus Blomqvist och Carl Johannes Carlsson en orgel med 9 stämmor. Orgeln byggdes om 1936 av Bo Wedrup, Uppsala till 13 stämmor.
- Den nuvarande orgeln är byggdes 1970 av Tostareds Kyrkorgelfabrik, Tostared. Orgeln är mekanisk. Det har sjutton stämmor fördelade på två manualer och pedal. Orgelfasaden på läktaren är från 1867 års orgel.[1]

| Huvudverk I     | Svällverk II      | Pedal              | Koppel |
| Rörflöjt 8´     | Gedakt 8´         | Subbas 16´         | I/P    |
| Principal 4´    | Spetsgamba 8´     | Principal 8´       | II/P   |
| Gedacktflöjt 4´ | Koppelflöjt 4´    | Blockflöjt 4´      | II/I   |
| Waldflöjt 2'    | Principal 2'      | Rauschkvint 2 chor |        |
| Mixtur 3 chor   | Ters 1 3/5'       | Fagott 16'         |        |
| Regal 8'        | Scharff 2 chor    |                    |        |
|                 | Crescendosvällare |                    |        |